# Obleganje Auximusa (539)
Obleganje Auximusa (tudi imenovano obleganje Auximuma ali obleganje Osima) je bilo obleganje med Justinijanovo gotsko vojno (535–554),  ki se je zgodilo leta 539. Končalo se je z zmago Belizarovih bizantinskih enot. Gotska posadka je predala mesto in se pridružila Bizantincem po pogajanjih. Obleganje je trajalo 7 mesecev.

## Uvod
Leta 535 so bizantinski vzhodni Rimljani napadli Ostrogotsko kraljestvo. Poveljniki Belizar, Mundus, magister militum, in Konstantijan so dosegli hitro napredovanje, osvojili so južno Italijo, Sicilijo, Dalmatia Dalmacijo in Ilirijo. Goti, ki so plačali Frankom za pomoč, so se nato podali proti bizantinski enoti v Rimu s premočno številčnostjo. Obleganje Rima se je končalo z bizantinsko zmago. Medtem ko so Goti s pomočjo burgundskega osebja, ki so ga poslali Franki, lahko nekoliko stabilizirali situacijo, so Bizantinci še naprej pridobivali ozemlje. Franki niso mogli poslati nobenega dejanskega frankovskega vojaštva, saj so bili tudi sami zavezniki Bizantincem. Ko je bil poveljnik Narzes poslan Belizarju na pomoč z okrepitvami, so politične intrige začele prevladovati nad vojaško kampanjo. Končno so Narzesa poslali nazaj, Belizar  pa se je pripravil na napad proti Raveni.
Pot do Ravene je bila varovana z Auximusom, današnjim Osimom, močno utrjenim mestom na vrhu hriba s posadko 10.000 vojakov, sestavljeno iz nekaterih najboljših gotskih enot. Posadka je bila zmanjšana poleti leta 538, ko je ostrogotski poveljnik Vacimus vzel vojake za napad na Ancono, ki jo je branil bizantinski general Conon. Čeprav je bil v bitki zmagovalec, mu ni uspelo osvojiti mesta. Ni znano ali se je nato vrnil v Auximum.
Kralj Ostrogotov Vitigez je prepoznal pomembnost mesta in poslal tja veliko število vojakov, da bi zadržali napad na Raveno, zaradi česar je imel Auximus tako močno posadko. Belizar je pripravil veliko enoto 11.000 vojakov, da bi zavzel mesto. Tik preden se je obleganje začelo, je posadka mesta poslala izvidniško skupino, da bi nabrala zaloge. Istočasno je Belizar poslal svoja podrejena  poveljnika Ciprijana in Justina, magister milituma per Illyricum, da oblegata Fisulo.

## Obleganje
Nekje maja ali aprila leta 539 je Belizar prispel pred mesto. Bizantinci so začeli obkrožati mesto tako, da so okrog njega zgradili taborišča. Ko so jih videli v neredu, so Goti pozno popoldne naredili izpad, vendar so jih po hudih bojih prisilili, da se vrnejo v mesto. Do zdaj so se Goti, ki so jih predhodni dan poslali iz mesta na iskanje hrane, vrnili, nekateri so se uspeli prikrasti skozi bizantinske črte, večina pa jih je bila ubitih. Ob upoštevanju moči utrditev mesta se je Belizar odločil, da mesta ne bo napadel, ampak bo oblegane branilce prisilil, da se predajo zaradi lakote.

### Nadaljevanje obleganja
Vsak dan so Goti zapustili varnost mesta, da bi pobrali travo za konje s travnika neposredno pred zidom. Ko so to opazili, so se Bizantinci trudili preprečiti, da bi se to dogajalo. Posledično so med Goti, ki so poskušali nabirati travo in Bizantinci, ki so jim to poskušali preprečiti, potekali vsakodnevni spopadi. Opazili so kotanjo v tistem območju, zato so Goti razporedili enote v zasedo. Ko so Goti poslali enoto za iskanje hrane, so napadli napredujoče Bizantince od zadaj v hrbet, ki so hoteli napasti ekipo za nabiranje sena. To je branilcem večkrat uspelo in Goti so lahko mirno iskali hrano potem, ko so Bizantinci bili odbiti. Zvok, ki so ga Goti povzročili med bojem je bil tako glasen, da Bizantinci v taboru niso mogli slišati klicev svojih tovarišev na pomoč. Prokopij je Belizarju predlagal, da bi lahko konjeniške trobente uporabili za označevanje napada, pehotne trobente pa za označevanje umika, ker se zelo razlikujejo. Ko so Goti poskusili znova napasti Bizantince, so se oglasile pehotne trobente in Bizantinci so se umaknili še preden so lahko Goti povzročili večje izgube. To je omogočilo Bizantincem, da so se še naprej spopadali z nabiralci hrane, ne da bi bili v podrejenem položaju.
Ker je mesto stradalo, so branilci poslali obupane prošnje Vitigezu, ki je obljubil, da jim bo pomagal, vendar tega zaenkrat ni storil, verjetno zaradi pomanjkanja oskrbe zaradi vsesplošnega izpada pridelka zaradi vojne.

### Situacija v oklici
V tem trenutku so Franki vpadli v Italijo in napadli tako Gote kot Bizantince, obojni so mislili, da so prišli na njihovo pomoč. Goti so zaradi teh napadov trpeli veliko huje kot Bizantinci. Na koncu so se Franki umaknili zaradi groženj Bizantincev, pomanjkanja zalog in bolezni, ki je ubila do tretjine njihove sile. Približno v istem času so Huni napadli imperij in dosegli Konstantinopel, preden so se umaknili. Kmalu zatem se je zgodil drugi napad, ki je zaobšel bizantinsko odpor in oropal vso Grčijo razen Peloponeza. Perzijski šah, Kozrav I. je namenoma poslabšal bizantinsko-sasanidske odnose, da bi začel vojno. Diplomati, ki so jih poslali Ostrogoti so prispeli v Perzijo, da bi prosili šaha, naj začne vojne sovražnosti proti imperiju. Ko so Bizantinci izvedeli za te grožnje, so poskušali skleniti mir z Goti, njihova vojaška pozicija v Italiji je izgubila prednost.

### Skrivna korespondenca z Vitigezom
Frankovski napad je onemogočal Vitigezu, da podpre Auximus. Gotski garnizon, ki ni slišal za invazijo Frankov je poslal podkupljenega Bizantinca iz Narzesove (ne evnuh, ampak drug poveljnik po imenu Narzes) enote, da vzpostavi korespondenco z Vitigezom. Vitigez je garnizonu sporočil, da se bo premaknil takoj, ko se bodo Franki popolnoma umaknili z italijanske zemlje. Kmalu potem, ko je garnizon poslal še eno sporočilo, v katerem so povedali, da se bodo morali predati v 5 dneh, je Vitigez  ponovno odgovoril, da se bo kmalu premaknil na pomoč.
Belizar ni razumel, kako so Goti tako dolgo vztrajali, ne da bi se predali in je ukazal, da ujamejo enega Gota in ga zaslišijo. Ko je odkril identiteto podkupljenega Bizantinca, ga je Belizar predal svojim tovarišem za kazen, ki so ga zažgali živega.

### Napad na vodno oskrbo
Rastoča nestrpnost je Belizarja spodbudila, da je poslal napad na bližnji izvir vode. Izvir je bil zunaj mesta, vendar je preko podzemnega vhoda oskrboval mesto z vodo. Zid ščitov je bil uporabljen, da bi pripeljali 5 Izavrijcev do izvira. Goti so menili, da želijo Bizantinci napasti zid, zato so zadržali ogenj, da bi pustili Bizantincem bliže, toda ko so opazili dejanski cilj so začeli na Bizantince izstreljevati projekte. V obupu so Goti sprožili napad, Belizar  je ukazal svojim vojakom, naj jih napadejo. Bizantinci so napadali navkreber in utrpeli ogromne izgube, dokler ni 7 moških iz Narzesove enote prebilo gothske vrste, morda so se borili bolj odločno, da bi si popravili ugled po incidentu z vohunom. Bizantinci so napredovali skozi razpoko in Gote potisnili nazaj v mesto, a so se tudi sami kmalu umaknili. Izavrijci so se prav tako umaknili in cisterna je ostala nepoškodovana zaradi kakovostnih gradbenih tehnik uporabljenih v starih časih, ko je cisterna bila zgrajena. Na koncu je bil napad neuspeh z velikimi izgubami na bizantinski strani.
Belizar  je zdaj spoznal pomen izvira in ukazal, da ga zastrupijo s trupli in apnom. Branilci so zdaj dobili vodo le iz majhnega vodnjaka znotraj mesta, toda kljub pomanjkanju vode so vztrajali.

## Pogajanja in predaja
Bizantinska poveljnika Ciprijan in Justinus sta zmagala v obleganju Fisule in se premaknilia, da bi okrepila Belizar pri Auximusu. Voditelji garnizona Fisule so bili paradirani zunaj mesta in garnizon se je začel pogajati z Belizarjem. Sprva so zahtevali, da jih spustijo in jim dovolijo, da gredo v Raveno s svojimi stvarmi. Belizar  je to zavrnil, saj je hotel napredovati proti Raveni in se ni želel ponovno soočiti s temi vojaki, ki so se tako pogumno bojevali. Vendar je Belizar  želel tudi hitro zavzeti mesto, saj se ni mogel premakniti proti Raveni z nezaščitenim hrbtom, ne da bi zavzel mesto in je tudi želel napasti Raveno, preden bi se Goti lahko dogovorili za novo zavezništvo s Franki, hkrati pa se je bližal pe konec vojaške sezone. Bizantinske čete so zahtevale plen, tako da sta bili obe Belizarjevi zahtevi nemogoči. Belizar  ni bil prepričan, kakšno dejanje naj sprejme, vendar je na koncu prišlo do kompromisa, da bi polovico premoženja garnizona predali bizantinskim četam, Goti pa bi obdržali preostalo, hkrati pa bi se Goti pridružili bizantinski vojski namesto, da bi se vrnili k Vitigezu. Po 7 mesecih je bilo obleganje končno končano.

## Posledice
Bodisi konec leta 539 ali 540 je Belizar  napadel Ravenno z zaščiteno hrbtno stranjo. Po naključju so bizantinske sile pod Vitalijem pristopile k mestu od severa preko Balkana in naletele na pošiljko žita za mesto. Belizar  je mesto na koncu zavzel z diplomatsko prevaro. Do leta 540 je bila invazija končana vendar sta kuga v cesarstvu in perzijska invazija oslabila cesarsko moč in znova zaostrila gotski upor.